# Piléssevo
Piléssevo (en rus: Пилесево) és un poble de la República de Mordòvia, a Rússia, segons el cens del 2010 tenia 209 habitants, pertany al municipi de Kozlovka.